# Stema
Die STEMA Metalleichtbau GmbH ist ein deutscher Hersteller für Pkw-Anhänger und Fahrzeugtransportlösungen mit Sitz in Großenhain. Das 1951 als VEB Stema Ofenbau gegründete Unternehmen ist seit 1997 einer der größten Pkw-Anhänger-Hersteller Deutschlands und produziert mit seinen knapp 200 Mitarbeitern jährlich ca. 45.000 PKW-Anhänger. Im Jahr 2009 wurde der einmillionste Anhänger für den weltweiten Verkauf produziert.

## Geschichte
Die Gründung des Unternehmens erfolgte 1951 als Volkseigener Betrieb (VEB) Stema Ofenbau, wobei der Name als Abkürzung für Stanz- und Emaillierwerk stand. Sitz des Unternehmens war das Schloss Großenhain, in dem bereits im 19. Jahrhundert industriell produzierende Fabriken bestanden. Die Produktion umfasste zunächst Waschkesselöfen (100 Liter Nenninhalt) mit Kohleheizung. 1967 zog der im Wachstum eingeschränkte Betrieb um an den heutigen Standort in der Riesaer Straße im Stadtteil Großraschütz.
Im Rahmen der staatlich angeordneten Konsumgüterproduktion zur Erhöhung des Versorgungsniveaus der Bevölkerung entstanden 1969 die ersten Pkw-Anhänger im Betrieb. Im folgenden Jahr ging die Anhänger-Produktion in Serie und der VEB Stema wurde zum Haupthersteller der HP-Reihe („Hochlader-Pritschenanhänger“). Ab 1974 erfolgten Exporte von Pkw-Anhängern, zur Einnahme von Devisen auch ins nichtsozialistische Wirtschaftsgebiet. Die Jahresproduktion lag 1985 bei 17.300 Pkw-Anhängern. Auf den zweimal jährlich stattfindenden Leipziger Messen erhielt der Betrieb für seine Produkte Goldmedaillen.
Im Zuge der politischen Wende und dem Wechsel des Wirtschaftssystems wurde der VEB Stanz- und Emaillierwerk Großenhain, der zuletzt zum Kombinat Mewa gehörte, 1990 zum treuhänderisch verwalteten Unternehmen, das nach der Wiedervereinigung Deutschlands zum 4. April 1991 privatisiert werden konnte.

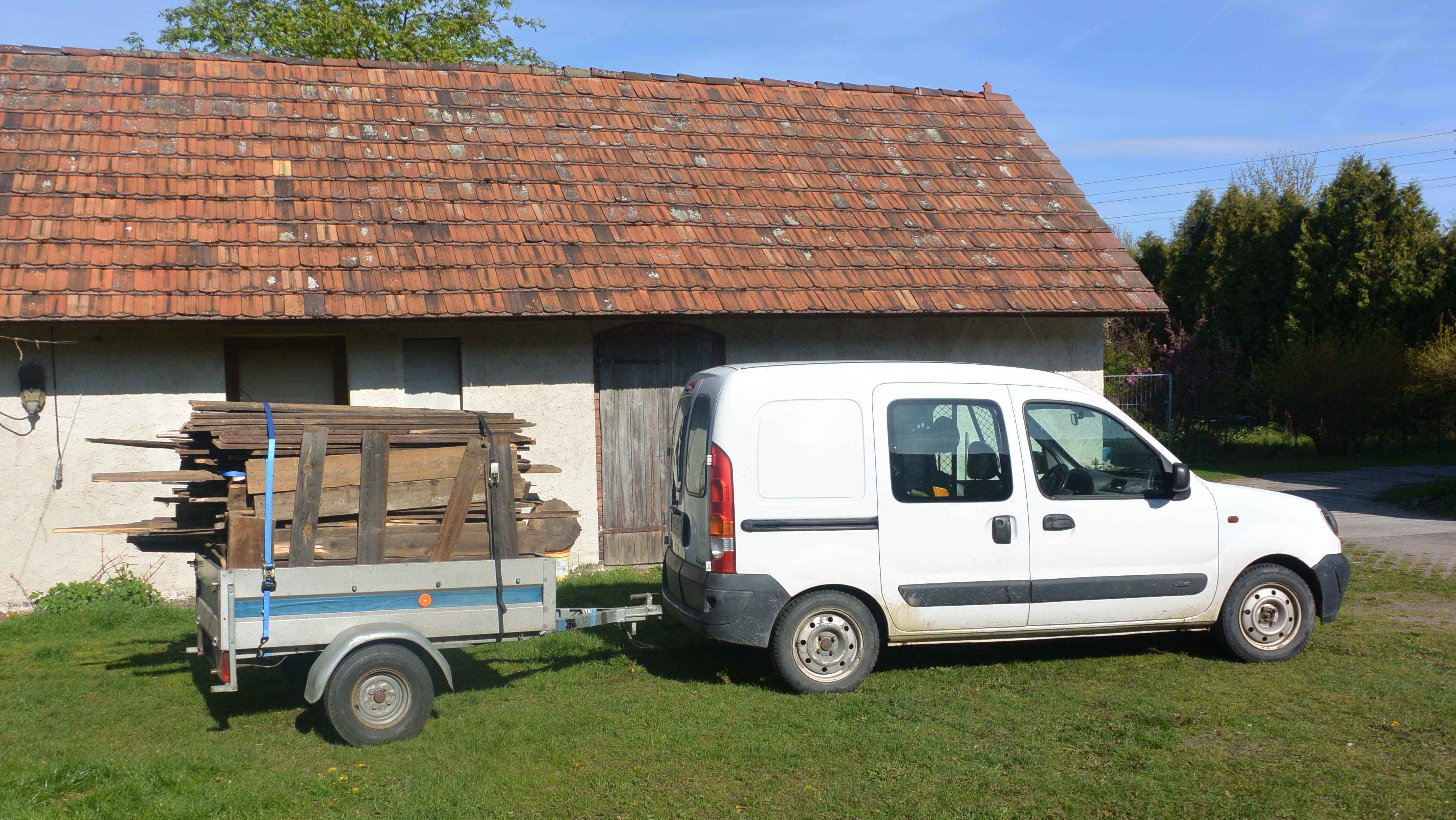
Stema HP 4050, PKW-Anhänger mit 550 kg Gesamtgewicht
Leer kann der Anhänger aufgrund seiner Bauform auch platzsparend auf seiner Rückwand abgestellt werden.

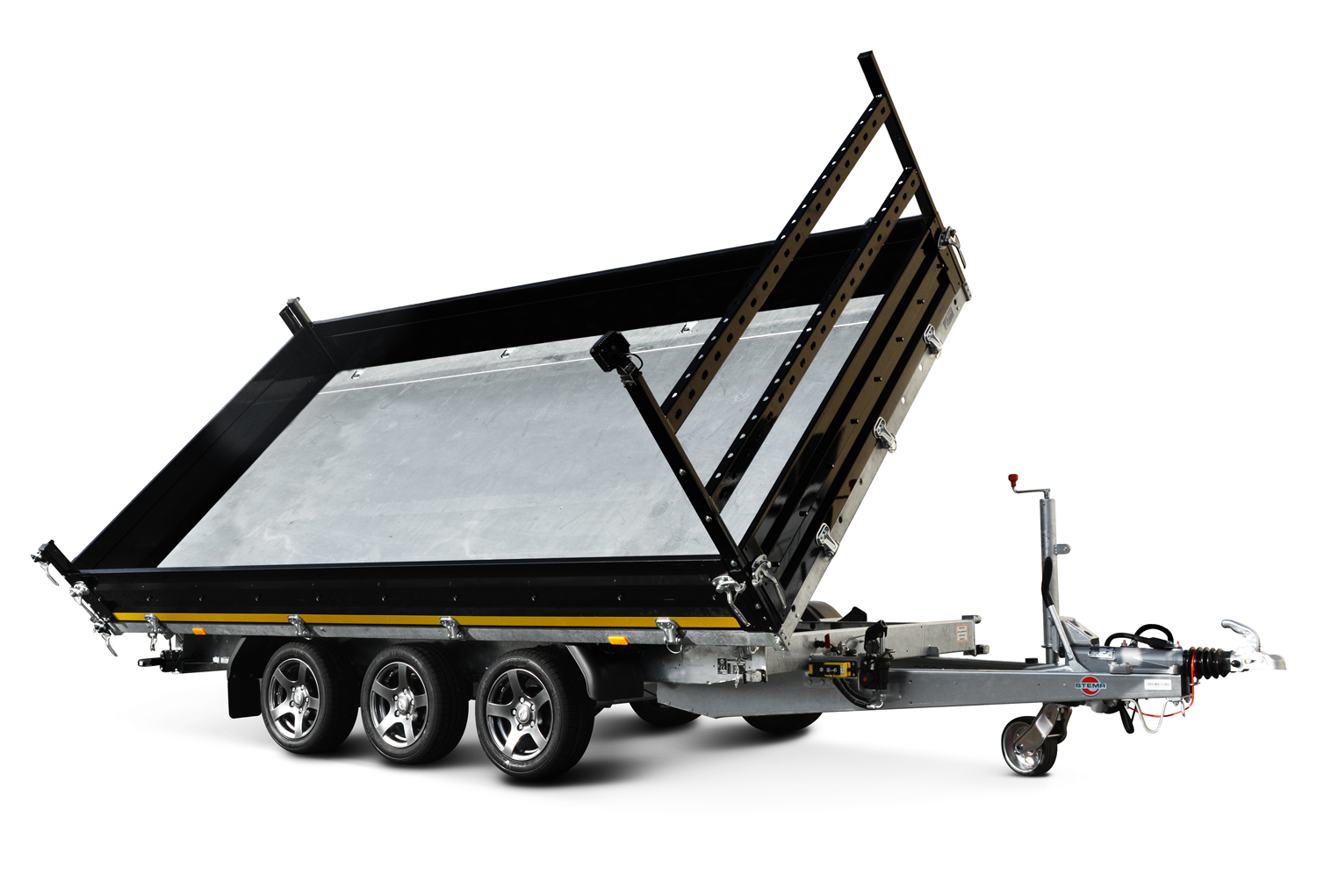
STEMA 3-Seiten-Kipper in der Tridem Variante mit schwarz bepulverter Bordwand und Alufelgen.

Das Unternehmen erreichte 1997 einen 30-prozentigen Marktanteil des Pkw-Anhängermarktes in Deutschland. Im darauffolgenden Jahr erfolgte die erstmalige Zertifizierung der Stema nach der Qualitätsmanagementnorm ISO 9001. Im Jahr 2003 war das Unternehmen Preisträger des „Oskar für den Mittelstand“. Die Stema brachte sich 2005 mit effizienteren Revolver-Stanzmaschinen auf den neusten Stand der Technik.
Das Produktportfolio vergrößerte sich 2006 um die Campingtrailer-Reihe Blue Man (mit abschließbarem Deckel), den Green Keeper (mit als Laderampe nutzbarer Heckklappe) und Fahrzeugtransporter. Im folgenden Jahr erfolgte die Markteinführung von Dreiseitenkippern und 2008 wurde die Produktreihe Systema vorgestellt, ein Plattformsystem für Ein- und Zweiachsanhänger mit unterschiedlichen Aufbauten und einem Gesamtgewicht von 750 bis 3500 kg, die 2010 in die Serienfertigung ging. Ebenfalls 2008 erhielt Stema ein Dekra-Zertifikat für alle Stema-Fahrzeugteile.
Vierzig Jahre nach der Aufnahme der Anhängerproduktion konnte das Unternehmen im Jahr 2009 den 1-millionsten Anhänger vorweisen. Der Chef des Bundeskanzleramtes, Bundesminister Thomas de Maizière, übergab das gestiftete Exemplar dem Albert-Schweitzer-Kinderdorf in Moritzburg.
Nach einem Besuch der Messe Caravan Salon konnte der niederländische Showmaster Harry Wijnvoord 2015 für ein Jahr als Markenbotschafter für den Anhänger World of Motorbike (WOM) gewonnen werden, ein vollhydraulisch absenkbarer Motorradtransporter, auf dem Wijnvoord einen Fiat 500 hinter seinem Caravan mitführt.
Im Jahr 2016 stellte Stema eine Designstudie für den Retro-Anhänger HP 450 vor. Er greift das Aussehen des von 1970 bis 1989 hergestellten HP 450 auf, weist allerdings größere Abmessungen und ein auf 750 kg gesteigertes Gesamtgewicht auf.
Ergänzend zu den Bootstransportanhängern führte Stema 2017 die Marke „red snapper cruiser“ ein, bei der auf einem kurzen Einachsanhänger ein klappbares Kompaktboot für bis zu vier Personen verlastet ist. Das in Polen hergestellte Faltboot wurde passend für den Stema Cruiser 750 konstruiert, womit dieser eine Doppelfunktion als Bootstransportanhänger und normaler Pkw-Anhänger erhielt.
Das Unternehmen hält eine 100-Prozent-Beteiligung an der Trailer-Direct.de GmbH mit Sitz in Großenhain, mit der seit 1998 ein Beherrschungs- und Ergebnisabführungsvertrag besteht. Die Gesellschaft wird seit dem Jahr 2011 als Vertriebsplattform für hauseigene Anhänger inklusive Zubehör genutzt. Im Jahr 2021 war die Gesellschaft in Eckental nordwestlich von Nürnberg auch an einem zweiten Standort tätig.